# Szeptyckitheca
Genre
Szeptyckitheca est un genre de collemboles de la famille des Sminthuridae.

## Liste des espèces
Selon Checklist of the Collembola of the World (version du 19 août 2019) :
- Szeptyckitheca bellingeri (Betsch, 1965)
- Szeptyckitheca boneti (Denis, 1948)
- Szeptyckitheca coerulea (Bretfeld, 2005)
- Szeptyckitheca formosana (Yosii, 1965)
- Szeptyckitheca implicata (Hüther, 1967)
- Szeptyckitheca kaci Zeppelini, Lopes & Lima, 2018
- Szeptyckitheca kesongensis Betsch & Weiner, 2009
- Szeptyckitheca machadoi (Delamare Deboutteville & Massoud, 1964)
- Szeptyckitheca mucroserrata (Snider, 1978)
- Szeptyckitheca nepalica (Yosii, 1966)
- Szeptyckitheca santiagoi (Yosii, 1959)
- Szeptyckitheca vanderdrifti (Delamare Deboutteville & Massoud, 1964)

## Étymologie
Ce genre est nommé en l'honneur d'Andrzej Szeptycki (1939–2008).

## Publication originale
- Betsch & Weiner, 2009 : Sphyrotheca Boerner, 1906 and Szeptyckitheca gen. n. (Collembola, Symphypleona) from North Korea Acta Zoologica Cracoviensia Ser B-Invertebrata, vol. 52, no 1/2, p. 35-44 (texte intégral).